# 2020年全米オープン (テニス)
2020年 全米オープン（2020ねんぜんべいオープン）は、アメリカ・ニューヨークにあるUSTAビリー・ジーン・キング・ナショナル・テニス・センターにて、2020年8月31日から9月13日にかけて開催された。

## 大会概要
本大会は全米テニス協会（USTA）が主催する140回目の全米オープンである。今大会から、コートサーフェスがデコターフからレイコールドに変更となった。

### 新型コロナウイルス感染症対策
- 大会を無観客で開催[1]。
- ダブルスのドロー数を64から32に変更[1]。
- シングルスの予選、混合ダブルス、ジュニアの部は中止[1][注 1]。
- 選手1人に同行できるスタッフは最大3人まで[6]。
- アーサー・アッシュ・スタジアムとルイ・アームストロング・スタジアムを除くすべてのコートでホークアイによるライン判定を導入し、線審は配置しない[7][8][9]。また、ボールパーソンの人数は6人から3人に変更[10]。[注 2]
- 通常はオハイオ州で行われる前哨戦のウエスタン・アンド・サザン・オープンを全米オープンと同じ会場で開催[10]。

## ポイントと賞金額

### ポイント配分

#### シニア
| 種目           | W    | F    | SF  | QF  | Round of 16 | Round of 32 | Round of 64 | Round of 128 |
| 男子シングルス | 2000 | 1200 | 720 | 360 | 180         | 90          | 45          | 10           |
| 男子ダブルス   | 2000 | 1200 | 720 | 360 | 180         | 90          | N/A         | N/A          |
| 女子シングルス | 2000 | 1300 | 780 | 430 | 240         | 130         | 70          | 10           |
| 女子ダブルス   | 2000 | 1300 | 780 | 430 | 240         | 130         | N/A         | N/A          |

#### 車いす
| 種目               | W   | F   | SF/3rd | QF/4th |
| シングルス         | 800 | 500 | 375    | 100    |
| ダブルス           | 800 | 500 | 100    | N/A    |
| クァードシングルス | 800 | 500 | 375    | 100    |
| クァードダブルス   | 800 | 100 | N/A    | N/A    |

### 賞金額
今大会の賞金総額は5340万ドルであり、男女シングルスの優勝者に300万ドルが渡される 。
| 種目       | W          | F          | SF       | QF       | Round of 16 | Round of 32 | Round of 64 | Round of 128 |
| シングルス | $3,000,000 | $1,500,000 | $800,000 | $425,000 | $250,000    | $163,000    | $100,000    | $61,000      |
| ダブルス * | $400,000   | $240,000   | $130,000 | $91,000  | $50,000     | $30,000     | N/A         | N/A          |

* 組ごとに授与